# Come Away with Me
Albums de Norah Jones
First Sessions
(2001) New York City
(2003)
Singles
1. Don't Know Why
Sortie : 28 janvier 2002
2. Feelin' the Same Way
Sortie : 2 août 2002
3. Come Away with Me
Sortie : 30 septembre 2002
4. Turn Me On
Sortie : 12 mai 2003

Come Away with Me est le premier album studio de la chanteuse et musicienne américaine Norah Jones, sorti le 26 février 2002 sur le label Blue Note. Il est produit par Norah Jones, Arif Mardin, Jay Newland et Craig Street.
L'album atteint la première place du Billboard 200 aux États-Unis et a reçu les Grammy Awards de l'album de l'année et du meilleur album vocal pop. Il a ensuite été certifié disque de diamant par la RIAA le 15 février 2005, pour avoir été vendu à plus de dix millions d'exemplaires aux États-Unis et s'est écoulé à plus de 27 millions d'exemplaires dans le monde en 2016, ce qui en fait l'un des albums les plus vendus de tous les temps.

## Historique
Cet album fut enregistré pendant l'année 2001 à New-York dans les studios Sorcerer Sound et Allaire.
Bien qu’à prédominance jazz, Come Away with Me comporte des influences de la musique folk, soul, blues et country, ce qui a contribué, en plus de la voix fraîche de la chanteuse, à attirer l’attention du public et de la critique. Bobby Dodd de All About Jazz écrit que bien que l'album contienne des standards de jazz, les puristes et professeurs de jazz « pourraient refuser à [Norah Jones] la crédibilité en matière de jazz en raison de son influence par le folk ».
En avril 2022, pour le 20e anniversaire de l'album, une nouvelle édition remastérisée de Come Away with Me est sortie par Blue Note Records, intégrant des démos de l'EP First Sessions et comprenant 22 maquettes inédites, des enregistrements non retenus ainsi que des versions alternatives.

## Accueil commercial
Come Away with Me s'est approximativement vendu entre 25 et 26 millions d'exemplaires dans le monde,. L’album grimpa rapidement dans le classement américain du Billboard 200, gagnant même le titre d'album de platine le 22 août 2002. De ce fait le succès grandit encore plus, l'album se vendant à plus de sept millions de copies supplémentaires lors de l’année suivante, et le 15 février 2005, obtient de la RIAA le titre d’album de diamant (dix fois disque de platine). En France, il se classa également à la première place des ventes d'albums le 29 juin 2003 et fin 2018, il se vendit à plus d' 1 600 000 exemplaires en France.

## Accueil critique
Come Away with Me a été acclamé par la critique musicale. Sur Metacritic, qui attribue une note normalisée sur 100 aux critiques, l'album a une note moyenne de 82 sur 100, indiquant une « acclamation universelle » sur la base de neuf critiques.
L'album a reçu 3,5 étoiles sur 4 dans les critiques du Chicago Sun-Times et du Los Angeles Times. David R. Adler du site AllMusic note à propos de l'album : « bien que l'ambiance de ce disque stagne après quelques chansons, il donne une forte indication des talents séduisants de Jones ». Robert Christgau du Village Voice décrit Come Away with Me comme « l'album le moins jazz que [Blue Note] ait jamais sorti » et a critiqué le fait que « la voix de Jones domine l'album ».
Le journal numérique américain The A.V. Club accorde une critique favorable à l'album et le qualifie de « démonstration de la voix remarquable de Jones, le disque capture une chanteuse dont le rare instinct d'interprétation sert toujours la chanson, plutôt que de travailler contre elle ». E! Online lui donne la note « A » et déclare : « Magnifiques et intimes, les 14 chansons de son premier disque sont empreintes d'une maturité romantique et d'un sex-appeal intelligent et lent qui dément le fait qu'à 22 ans, Jones est à peine plus âgée que Britney Spears ».

## Analyses
Pour le musicologue David Ake, le succès de l'album s'avère surprenant au regard de ses nombreuses composantes traditionnellement associées à la musique country, notamment dans les interprétations de la guitare acoustique et celles du piano rappelant Floyd Cramer, ces caractéristiques étant les plus évidentes dans la reprise de Cold, cold heart de Hank Williams. En effet, la country et le jazz ont rarement été associés, d'autant moins chez les artistes de jazz mainstream.

## Récompenses
L'album a remporté trois récompenses aux Grammy Awards de 2003, album de l'année, meilleur album vocal pop et meilleure réalisation d'album, non classique. Le single principal de l'album, Don't Know Why, remporte les prix de chanson de l'année, d'enregistrement de l'année et de meilleure prestation vocale pop féminine. Avec l'album, Norah Jones remporte le prix du meilleur nouvel artiste et Arif Mardin celui du producteur de l'année, non classique.
Le magazine musical américain Rolling Stone a classé Come Away with Me au 54e rang de sa liste des 100 meilleurs albums de la décennie, Rhapsody a classé l'album à la 16e place de sa liste des 100 meilleurs albums de la décennie, tandis que le site Spinner l'a classé à la 42e place des meilleurs albums des années 2000. Le magazine musical numérique Kludge a inclus l'album dans sa liste des meilleurs albums de l'année 2002.
| Date | Gagnant           | Catégorie                                         |
| ---- | ----------------- | ------------------------------------------------- |
| 2003 | Come Away with Me | Album de l'année,                                 |
| 2003 | Come Away with Me | Meilleure réalisation d'album, non classique (en) |
| 2003 | Come Away with Me | Meilleur album vocal pop,                         |
| 2003 | Don't Know Why    | Meilleure prestation vocale pop féminine,         |
| 2003 | Don't Know Why    | Enregistrement de l'année,                        |
| 2003 | Don't Know Why    | Chanson de l'année,                               |
| 2003 | Norah Jones       | Meilleur nouvel artiste,                          |
| 2003 | Arif Mardin       | Producteur de l'année, non classique              |

| Date | Gagnant     | Catégorie                 |
| ---- | ----------- | ------------------------- |
| 2003 | Norah Jones | Révélation internationale |

| Date | Gagnant     | Catégorie                                      |
| ---- | ----------- | ---------------------------------------------- |
| 2002 | Norah Jones | Meilleure révélation internationale de l'année |

| Date | Gagnant           | Catégorie                              |
| ---- | ----------------- | -------------------------------------- |
| 2003 | Come Away with Me | Album international de jazz de l'année |

## Liste des titres
| No  | Titre                     | Auteur                           | Durée |
| --- | ------------------------- | -------------------------------- | ----- |
| 1.  | Don't Know Why            | Jesse Harris                     | 3:06  |
| 2.  | Seven Years               | Lee Alexander                    | 2:25  |
| 3.  | Cold, Cold Heart          | Hank Williams                    | 3:38  |
| 4.  | Feelin' the Same Way      | Alexander                        | 2:57  |
| 5.  | Come Away with Me         | Norah Jones                      | 3:18  |
| 6.  | Shoot the Moon            | Harris                           | 3:56  |
| 7.  | Turn Me On                | John D. Loudermilk               | 2:34  |
| 8.  | Lonestar                  | Alexander                        | 3:06  |
| 9.  | I've Got to See You Again | Harris                           | 4:13  |
| 10. | Painter Song              | Alexander, J.C. Hopkins          | 2:41  |
| 11. | One Flight Down           | Harris                           | 3:03  |
| 12. | Nightingale               | Jones                            | 4:11  |
| 13. | The Long Day Is Over      | Jones, Harris                    | 2:44  |
| 14. | The Nearness of You       | Hoagy Carmichael, Ned Washington | 3:09  |

| 1.  | Spring Can Really Hang You Up the Most (Demo)                     |                   | 3:48 |
| 2.  | Walkin’ My Baby Back Home (Demo)                                  |                   | 3:37 |
| 3.  | World of Trouble (Demo)                                           |                   | 4:45 |
| 4.  | The Only Time (First Sessions Outtake)                            |                   | 4:32 |
| 5.  | I Didn’t Know about You (First Sessions Outtake)                  |                   | 2:32 |
| 6.  | Something Is Calling You (tabla version) (First Sessions Outtake) |                   | 3:22 |
| 7.  | Just Like a Dream Today (First Sessions Outtake)                  |                   | 3:08 |
| 8.  | When Sunny Gets Blue (First Sessions Outtake)                     |                   | 3:09 |
| 9.  | What Am I to You (First Sessions Outtake)                         |                   | 3:30 |
| 10. | Hallelujah I Love Him So (First Sessions Outtake)                 |                   | 3:05 |
| 11. | Day Dream (First Sessions Outtake)                                |                   | 3:32 |
| 12. | Don’t Know Why                                                    | de First Sessions | 3:09 |
| 13. | Come Away with Me                                                 | de First Sessions | 3:05 |
| 14. | Something Is Calling You                                          | de First Sessions | 3:24 |
| 15. | Turn Me on                                                        | de First Sessions | 2:35 |
| 16. | Lonestar                                                          | de First Sessions | 3:05 |
| 17. | Peace                                                             | de First Sessions | 3:51 |

| 1.  | I’ll Be Your Baby Tonight                     | 3:17 |
| 2.  | I’ve Got To See You Again (Alternate Version) | 4:11 |
| 3.  | What Would I Do                               | 4:00 |
| 4.  | Come Away with Me (Alternate Version)         | 3:27 |
| 5.  | Picture in a Frame (Alternate Mix)            | 3:32 |
| 6.  | Nightingale (Alternate Version)               | 4:07 |
| 7.  | Peace (Alternate Version)                     | 2:58 |
| 8.  | What Am I to You (Alternate Version)          | 3:08 |
| 9.  | Painter Song (Alternate Version)              | 2:50 |
| 10. | Turn Me on (Alternate Version)                | 4:17 |
| 11. | A Little at a Time                            | 3:03 |
| 12. | One Flight Down (Alternate Version)           | 3:33 |
| 13. | Fragile                                       | 3:40 |

## Personnel
| Musiciens - Norah Jones - piano, piano électrique, chant, Wurlitzer, Synthétiseur Avec - Lee Alexander - basse - Brian Blade - percussions, batterie - Kevin Breit - guitare acoustique, guitare électrique, steel guitar nationale - Rob Burger - accordéon, orgue - Bill Frisell - guitare électrique - Jesse Harris - guitare acoustique, guitare électrique - Adam Levy - guitare acoustique, guitare électrique - Dan Rieser - batterie - Adam Rogers - guitare - Jenny Scheinman - violon - Tony Scherr - guitare acoustique, slide guitar - Kenny Wollesen - batterie - Sam Yahel - orgue Hammond | Production - Producteurs - Norah Jones, Arif Mardin, Jay Newland, Craig Street - Ingénieurs du son - Husky Huskolds, Jay Newland - Ingénieurs assistants - Mark Birkey, Dick Kondas, Brandon Mason, Todd Parker - Mixage - Arif Mardin, Jay Newland - Assistant de mixage - Todd Parker - Remixage - Jay Newland - Masterisation - Ted Jensen, Mark Wilder - A&R - Brian Bacchus, Chris Cofoni, Bruce Lundvall, Eliott Wolf - Assistant - David Swope - Coordination de production- Eden White, Shell White - Manager de produit - Zach Hochkeppel - Directeur de création - Gordon Jee - Arrangeur - Arif Mardin - Direction artistique - Jessica Novod - Design - Jessica Novod - Photographie - Joanne Savio |

## Classements et certifications
| Classement (2002–2005)             | Meilleure position |
| ---------------------------------- | ------------------ |
| Allemagne (Media Control AG)       | 2                  |
| Argentine (CAPIF)                  | 3                  |
| Australie (ARIA)                   | 1                  |
| Australie (Jazz & Blues Albums)    | 1                  |
| Autriche (Ö3 Austria Top 40)       | 2                  |
| Belgique (Flandre Ultratop)        | 1                  |
| Belgique (Wallonie Ultratop)       | 1                  |
| Canada (Canadian Albums)           | 1                  |
| Canada (Jazz Albums)               | 1                  |
| Danemark (Tracklisten)             | 1                  |
| Écosse (OCC)                       | 1                  |
| Espagne (PROMUSICAE)               | 6                  |
| États-Unis (Billboard 200)         | 1                  |
| États-Unis (Heatseekers Albums)    | 5                  |
| États-Unis (Catalog Albums)        | 1                  |
| États-Unis (Top Jazz Albums)       | 1                  |
| Europe (European Top 100 Albums)   | 1                  |
| Finlande (Suomen virallinen lista) | 5                  |
| France (SNEP)                      | 1                  |
| Grèce (IFPI Greece)                | 1                  |
| Hongrie (Mahasz)                   | 20                 |
| Irlande (IRMA)                     | 1                  |
| Italie (FIMI)                      | 7                  |
| Japon (Oricon)                     | 10                 |
| Norvège (VG-lista)                 | 1                  |
| Nouvelle-Zélande (RIANZ)           | 1                  |
| Pays-Bas (Mega Album Top 100)      | 1                  |
| Pologne (ZPAV)                     | 3                  |
| Portugal (AFP)                     | 1                  |
| Suède (Sverigetopplistan)          | 1                  |
| Suisse (Schweizer Hitparade)       | 2                  |
| Royaume-Uni (UK Albums Chart)      | 1                  |
| Royaume-Uni (Jazz & Blues Albums)  | 1                  |

| Classement (2013)   | Meilleure position |
| ------------------- | ------------------ |
| Corée du Sud (Gaon) | 30                 |

| Classement (2014) | Meilleure position |
| ----------------- | ------------------ |
| Pologne (ZPAV)    | 1                  |

| Classement (2016)   | Meilleure position |
| ------------------- | ------------------ |
| Tchéquie (ČNS IFPI) | 47                 |

| Classement (2002)               | Position |
| ------------------------------- | -------- |
| Allemagne (Offizielle Top 100)  | 83       |
| Australie (ARIA)                | 39       |
| Australie (Jazz & Blues Albums) | 2        |
| Canada (Nielsen SoundScan)      | 17       |
| Canada (Jazz Albums)            | 2        |
| Belgique (Flandre Ultratop)     | 86       |
| Belgique (Wallonie Ultratop)    | 97       |
| Danemark (Hitlisten)            | 15       |
| États-Unis (Billboard 200)      | 30       |
| États-Unis (Top Jazz Albums)    | 10       |
| Europe (Music & Media)          | 12       |
| France (SNEP)                   | 20       |
| Irlande (IRMA)                  | 15       |
| Italie (FIMI)                   | 33       |
| Nouvelle-Zélande (RMNZ)         | 1        |
| Pays-Bas (Album Top 100)        | 13       |
| Royaume-Uni (UK Albums Chart)   | 11       |
| Suède (Sverigetopplistan)       | 17       |
| Worldwide Albums (IFPI)         | 11       |

| Classement (2003)                     | Position |
| ------------------------------------- | -------- |
| Allemagne (Offizielle Top 100)        | 6        |
| Argentine (CAPIF)                     | 19       |
| Australie (ARIA)                      | 2        |
| Australie (Jazz & Blues Albums)       | 1        |
| Autriche (Ö3 Austria)                 | 9        |
| Belgique (Flandre Ultratop)           | 3        |
| Belgique (Wallonie Ultratop)          | 2        |
| Danemark (Hitlisten)                  | 4        |
| États-Unis (Billboard 200)            | 2        |
| États-Unis (Contemporary Jazz Albums) | 1        |
| Europe (Music & Media)                | 1        |
| France (SNEP)                         | 2        |
| Irlande (IRMA)                        | 1        |
| Italie (FIMI)                         | 49       |
| Japon (Oricon)                        | 74       |
| Nouvelle-Zélande (RMNZ)               | 2        |
| Pays-Bas (Album Top 100)              | 2        |
| Suède (Sverigetopplistan)             | 3        |
| Suisse (Schweizer Hitparade)          | 4        |
| Royaume-Uni (OCC)                     | 5        |
| Worldwide Albums (IFPI)               | 1        |

### Certifications et ventes
| Pays | Certification | Ventes      |
| --- | ------------- | ----------- |
| Allemagne (BVMI)                                                                                              | 5 × Or        | 750 000^    |
| Argentine (CAPIF)                                                                                             | 2 × Platine   | 80 000^     |
| Australie (ARIA)                                                                                              | 11 × Platine  | 770 000^    |
| Autriche (IFPI)                                                                                               | 2 × Platine   | 80 000*     |
| Belgique (BEA)                                                                                                | 2 × Platine   | 100 000*    |
| Brésil (ABPD)                                                                                                 | Platine       | 125 000*    |
| Canada (Music Canada)                                                                                         | Diamant       | 1 000 000^  |
| Corée du Sud                                                                                                  | —             | 73 214      |
| Danemark (IFPI)                                                                                               | 11 × Platine  | 220 000‡    |
| États-Unis (RIAA)                                                                                             | 12 × Platine  | 12 000 000‡ |
| France (SNEP)                                                                                                 | Diamant       | 1 000 000*  |
| Grèce (IFPI)                                                                                                  | Or            | 15 000^     |
| Italie (FIMI)                                                                                                 | Platine       | 50 000‡     |
| Japon (RIAJ)                                                                                                  | 2 × Platine   | 500 000^    |
| Nouvelle-Zélande (RIANZ)                                                                                      | 11 × Platine  | 165 000^    |
| Pays-Bas (NVPI)                                                                                               | 2 × Platine   | 100 000^    |
| Pologne (ZPAV)                                                                                                | 2 × Platine   | 80 000*     |
| Portugal (AFP)                                                                                                | 2 × Platine   | 80 000^     |
| Royaume-Uni (BPI)                                                                                             | 8 × Platine   | 2 400 000^  |
| Russie (NFMI)                                                                                                 | Or            | 10 000*     |
| Suède (GLF)                                                                                                   | Platine       | 60 000^     |
| Suisse (IFPI)                                                                                                 | 3 × Platine   | 90 000^     |
| Résumé |               |             |
| Europe (IFPI)                                                                                                 | 7 × Platine   | 7 000 000*  |
| *Ventes selon la certification ^Mise en rayon selon la certification ‡ventes/streaming selon la certification |               |             |